# 克朗海茨 (紐約州)
克朗海茨（英語：Crown Heights）是位於美國紐約州達奇斯縣的普查規定居民點。

## 人口
根據2020年美國人口普查的數據，克朗海茨的面積為2.19平方千米，皆為陸地。當地共有人口2872人，而人口密度為每平方千米1,311.42人。